# Raphael Alpermann
Raphael Alpermann (* 1960) ist ein deutscher Cembalist und Organist.

## Leben
Raphael Alpermann ist Absolvent der Hochschule für Musik Hanns Eisler in Berlin. Dem Studium folgte eine Ausbildung in der Meisterklasse der Akademie der Künste in Berlin. Während dieser Zeit nahm er zusätzlich Unterricht bei Gustav Leonhardt und Ton Koopman.
Seit der Gründung 1982 ist er Mitglied der Akademie für Alte Musik Berlin. Bei zahlreichen Konzerten und Aufnahmen des Ensembles wirkte er als Solist mit. 1995 gab er sein Debüt bei den Berliner Philharmonikern mit einem Bach-Konzert. Seitdem ist er regelmäßig Gast dieses Orchesters sowie anderer renommierter Ensembles. Er arbeitete unter anderem mit den Dirigenten Claudio Abbado, Simon Rattle und Nikolaus Harnoncourt sowie mit den Solisten Thomas Quasthoff, Albrecht Mayer und Emmanuel Pahud zusammen. Konzertreisen führten ihn in die bedeutendsten Konzertsäle und zu Festivals weltweit. In verschiedenen Besetzungen wirkte er bei über 150 CD-Einspielungen mit, von denen einige mit bedeutenden Preisen wie dem Grammy Award, dem Preis der deutschen Schallplattenkritik, dem ECHO-Klassik bzw. dem Opus Klassik ausgezeichnet wurden.
Raphael Alpermann unterrichtet an der Hochschule für Musik Hanns Eisler Berlin und an der Universität der Künste Berlin, ist künstlerischer Leiter des Jugendbarockorchesters Bachs Erben im Kloster Michaelstein sowie des Berliner Nachwuchsbarockensembles Concerto +14 und gibt Cembalo- und Kammermusikkurse.